# ColoQuick-Cult
El ColoQuick-Cult (codi UCI: TCQ), conegut anteriorment com a Designa Køkken, és un equip ciclista danès professional de categoria Continental des del 2005.

## Principals resultats
- Ronda de l'Oise: Fredrik Johansson (2007)
- Gran Premi de Dourges: Martin Mortensen (2007)
- Rogaland Grand Prix: Michael Tronborg (2008)
- Volta a Dinamarca: Jakob Fuglsang (2008)
- Duo normand: Martin Mortensen i Michael Tronborg (2008)
- Gran Premi de Lillers: Aleksejs Saramotins (2009)
- Boucle de l'Artois: Serguei Firsànov (2009)
- Gran Premi Herning: René Jørgensen (2009)
- Ringerike Grand Prix: Serguei Firsànov (2009)
- Druivenkoers Overijse: Aleksejs Saramotins (2009)
- Münsterland Giro: Aleksejs Saramotins (2009)
- Cinc anells de Moscou: Serguei Firsànov (2010)
- Fyen Rundt: Jens-Erik Madsen (2010)
- Skive-Lobet: Alexander Kamp (2015)
- Gran Premi Horsens: Alexander Kamp (2015)
- Gran Premi Kalmar: Rasmus Bogh Wallin (2017)

## Composició de l'equip
| \| Llista de l'equip 2017 \| Llista de l'equip 2017 \| Llista de l'equip 2017 \| Llista de l'equip 2017 \| \| Ciclista \| Data de naixement \| Equip previ \| \| \| --------------------------------------- \| ---------------------- \| ------------------------------------ \| ---------------------- \| \| Rune Almindsø \| 21 de novembre de 1995 \| Næstved Bicycle Club (2014) \| \| \| Louis Bendixen \| 23 de juny de 1995 \| Team ABC Elite (2015) \| \| \| Anders Hardahl \| 3 de maig de 1996 \| Virtu Pro-Veloconcept (2016) \| \| \| Dennis Herforth \| 26 de setembre de 1982 \| \| \| \| Magnus Bak Klaris \| 23 de gener de 1996 \| SEG Racing Academy (2016) \| \| \| Mathias Krigbaum \| 3 de febrer de 1995 \| Christina Jewelry Pro Cycling (2016) \| \| \| Daniel Lyhne \| 3 de març de 1996 \| Vejle Cykel Klub (2016) \| \| \| Christian Jørgensen \| 13 de novembre de 1987 \| Virtu Pro-Veloconcept (2016) \| \| \| Martin Mortensen \| 5 de novembre de 1984 \| ONE Pro Cycling (2016) \| \| \| Jesper Odgaard Nielsen \| 7 de juliol de 1984 \| Blue Water (2012) \| \| \| Jesper Schultz \| 27 de febrer de 1996 \| Almeborg-Bornholm (2016) \| \| \| Torkil Veyhe \| 9 de gener de 1990 \| WeBike-CK Aarhus (2016) \| \| \| Jonas Vingegaard \| 10 de desembre de 1996 \| Odder Cykel Klub (2016) \| \| \| Rasmus Bøgh Wallin \| 2 de gener de 1996 \| Soigneur-Copenhagen (2016) \| \| \| \| \| \| \| \| Fonts: ProCyclingStats Cycling Archives \| \| \| \| |                        |                                      |  |
| Llista de l'equip 2017 |                        |                                      |  |
| Ciclista | Data de naixement      | Equip previ                          |  |
| Rune Almindsø | 21 de novembre de 1995 | Næstved Bicycle Club (2014)          |  |
| Louis Bendixen | 23 de juny de 1995     | Team ABC Elite (2015)                |  |
| Anders Hardahl | 3 de maig de 1996      | Virtu Pro-Veloconcept (2016)         |  |
| Dennis Herforth | 26 de setembre de 1982 |                                      |  |
| Magnus Bak Klaris | 23 de gener de 1996    | SEG Racing Academy (2016)            |  |
| Mathias Krigbaum | 3 de febrer de 1995    | Christina Jewelry Pro Cycling (2016) |  |
| Daniel Lyhne | 3 de març de 1996      | Vejle Cykel Klub (2016)              |  |
| Christian Jørgensen | 13 de novembre de 1987 | Virtu Pro-Veloconcept (2016)         |  |
| Martin Mortensen | 5 de novembre de 1984  | ONE Pro Cycling (2016)               |  |
| Jesper Odgaard Nielsen | 7 de juliol de 1984    | Blue Water (2012)                    |  |
| Jesper Schultz | 27 de febrer de 1996   | Almeborg-Bornholm (2016)             |  |
| Torkil Veyhe | 9 de gener de 1990     | WeBike-CK Aarhus (2016)              |  |
| Jonas Vingegaard | 10 de desembre de 1996 | Odder Cykel Klub (2016)              |  |
| Rasmus Bøgh Wallin | 2 de gener de 1996     | Soigneur-Copenhagen (2016)           |  |
| |                        |                                      |  |
| Fonts: ProCyclingStats Cycling Archives |                        |                                      |  |

## Classificacions UCI
A partir del 2005 l'equip participa en els circuits continentals de ciclisme i en particular a l'UCI Europa Tour.
UCI Àfrica Tour
| Temporada | Classificació per equips | Millor ciclista en la classificació individual |
| --------- | ------------------------ | ---------------------------------------------- |
| 2010      | 9è                       | Michael Reihs (65è)                            |

UCI Amèrica Tour
| Temporada | Classificació per equips | Millor ciclista en la classificació individual |
| --------- | ------------------------ | ---------------------------------------------- |
| 2015      | 28è                      | Alexander Kamp (128è)                          |

UCI Àsia Tour
| Temporada | Classificació per equips | Millor ciclista en la classificació individual |
| --------- | ------------------------ | ---------------------------------------------- |
| 2005      | 38è                      | Michael Reihs (182è)                           |
| 2007      | 36è                      | Jens-Erik Madsen (100è)                        |
| 2008      | 19è                      | Alex Rasmussen (15è)                           |
| 2009      | 53è                      | Kim Nielsen (218è)                             |
| 2013      | 67è                      | Philip Nielsen (295è)                          |
| 2016      | 38è                      | Jonas Vingegaard Rasmussen (83è)               |

UCI Europa Tour
| Temporada | Classificació per equips | Millor ciclista en la classificació individual |
| --------- | ------------------------ | ---------------------------------------------- |
| 2005      | 74è                      | Michael Reihs (224è)                           |
| 2006      | 73è                      | Chris Anker Sørensen (227è)                    |
| 2007      | 31è                      | René Jørgensen (62è)                           |
| 2008      | 30è                      | Jakob Fuglsang (42è)                           |
| 2009      | 15è                      | Aleksejs Saramotins (10è)                      |
| 2010      | 50è                      | Serguei Firsànov (85è)                         |
| 2012      | 124è                     | Alexander Mørk (1113è)                         |
| 2013      | 110è                     | Rolf Nyborg Broge (528è)                       |
| 2014      | 117è                     | Rolf Nyborg Broge (749è)                       |
| 2015      | 51è                      | Alexander Kamp (58è)                           |
| 2016      | 113è                     | Aske Vorre (1071è)                             |
| 2017      | 53è                      | Torkil Veyhe (297è)                            |